# Serge Devèze
Serge Devèze (* 25. September 1956; † 17. Dezember 2015) war ein französischer Fußballtrainer.

## Sportlicher Werdegang
Devèze entstammte der Jugend des HSC Montpellier. Im Erwachsenenbereich spielte er jedoch lediglich unterklassig für den FC Sète und Entente Le Crès.
Devèze war als Trainer insbesondere auf dem afrikanischen Kontinent unterwegs. So trainierte er zwischen 1992 und 1993 die guineische Nationalmannschaft, mit der er jedoch in der Qualifikation zur Weltmeisterschaftsendrunde 1994 scheiterte. Später arbeitete er als Nationaltrainer der gabunischen Nationalmannschaft, ab 1998 war er für verschiedene tunesische Vereine tätig.
Mit der beninischen U-20-Auswahlmannschaft qualifizierte Devèze sich für die U-20-Weltmeisterschaft 2005, bei der sie in der Vorrunde ausschied. Bereits im Februar des Jahres war er nach dem Rücktritt Hervé Revellis zum Trainer der beninischen A-Nationalmannschaft aufgerückt. Nach zwei Niederlagen war sein Engagement jedoch bereits im Juli wieder beendet. Zuletzt war er bei Difaâ d’El Jadida als Leiter des Nachwuchsbereichs angestellt.